# Y2K: The Game
Y2K: The Game est un jeu d'aventure en pointer-cliquer, publié en 1999 sur Microsoft Windows, en Amérique du Nord, par Runecraft et Interplay Entertainment

## Scénario
Le Manoir Dharke a été construit en 1866 et a été rénové dans les années 1920 par Aleister Dharke. Après sa mort, sa société utilise le manoir comme laboratoire d'électronique, faisant des avancées en matière de robotique, de cybernétique et d'Intelligence Artificielle. Alors que leurs expériences étaient au bord de la compromission, la société Aleister réussit à convaincre un simple comptable de transmettre la propriété à Buster Everman. Candace, la petite amie de Buster, réalise dans quoi il s'embarque et se rend au manoir pour le sauver de l'ordinateur fou à cause du bug de l'an 2000.

## Distribution
- Michael Bell : Colonel Rhion
- Dan Castellaneta : Buster Everman
- Grey DeLisle : Candace
- Tony Jay : Mister Leopard
- Danny Mann : l'ordinateur
- John Mariano : Mister Deer et Mister Recyclone

## Accueil critique
Le site d'agrégation de critique GameRankings donne au jeu une note de 50,80 %, basée sur 5 critiques. Barry Brenesal de GamePro, critique vivement le jeu, qualifiant ses graphismes de « déplorables », le personnage du joueur ressemblant davantage à un mannequin qu'à un humain. Il trouve également la conception des énigmes peu intuitive. Les critiques d'IGN pense que c'est « une aventure graphique plutôt médiocre dont la plupart des fans du genre devraient probablement se passer ».